# Vergato
Vergato es un municipio situado en el territorio de la Provincia de Bolonia, en Emilia-Romaña (Italia).

## Demografía
| Gráfica de evolución demográfica de Vergato entre 1861 y 2001 |
|                                                               |
| Fuente ISTAT - elaboración gráfica de Wikipedia               |